# 곽선영
곽선영(1983년 5월 11일  ~)은 대한민국의 배우이다.

## 학력
- 명성여자고등학교 (졸업)
- 명지전문대학 연극영상과 전문학사 (졸업)
- 동국대학교 연극학과 (졸업)
- 동국대학교 영상대학원 공연예술학과 (졸업)

## 출연작

### 드라마
| 연도 | 방송사  | 제목                                        | 역할        | 비고                  |
| ---- | ------- | ------------------------------------------- | ----------- | --------------------- |
| 2018 | SBS     | 수목드라마 《친애하는 판사님께》            | 송지연      | 특별출연              |
| 2018 | tvN     | 수목드라마 《남자친구》                     | 장미진      | 16부작                |
| 2019 | JTBC    | 금토드라마 《나의 나라》                    | 한씨        | 특별출연              |
| 2019 | SBS     | 월화드라마 《VIP》                          | 송미나      | 16부작                |
| 2020 | tvN     | 목요드라마 《슬기로운 의사생활》            | 이익순      | 12부작                |
| 2020 | JTBC    | 수목드라마 《쌍갑포차》                     | 은수 / 순화 | 1인 2역, 2회 특별출연 |
| 2021 | tvN     | 목요드라마 《슬기로운 의사생활2》           | 이익순      | 12부작                |
| 2021 | JTBC    | 토일드라마 《구경이》                       | 나제희      | 12부작                |
| 2022 | tvN     | 월화드라마 《연예인 매니저로 살아남기》     | 천제인      | 12부작                |
| 2023 | KBS2    | 월화드라마 《두뇌공조》                     | 설소정      | 16부작                |
| 2023 | Disney+ | 오리지널 드라마 《무빙》                    | 황지희      | 20부작                |
| 2024 | ENA     | 월화드라마 《크래시》                       | 민소희      | 12부작                |
| 2025 | tvN     | 토일드라마 《언젠가는 슬기로울 전공의생활》 | 이익순      | 특별출연              |
| 2025 | MBC     | 금토드라마 《메리 킬즈 피플》               | 구혜림      | 특별출연              |

### 영화
| 연도 | 제목 | 역할    | 비고 |
| ---- | ---- | ------- | ---- |
| 2025 | 침범 | 이영은  |      |
| 2025 | 로비 | 김 이사 |      |

### 뮤지컬
- 2006년 《달고나》 - 앙상블 역
- 2007년~2008년 《위대한 캣츠비》 - 선 역
- 2007년~2009년 《김종욱 찾기》 - 여자 역
- 2007년~2009년 《노트르담 드 파리》 - 플뢰르 드 리스 역
- 2008년 《폴라로이드》 - 장선영 역
- 2009년 《빨래》 - 서나영 역
- 2010년 《싱글즈》 - 나난 역
- 2010년 《궁》 - 채경 역
- 2011년 《쉬 러브즈 미》 - 아말리아 발라시 역
- 2012년 《모차르트 오페라 락》 - 콘스탄체 베버 역
- 2012년 《대구국제뮤지컬페스티벌 - 내 인생의 특종》 - 나현진 역
- 2012년 《부용지애》 - 김 씨 처녀 역
- 2013년 《김종욱 찾기》 - 첫사랑을 찾는 여자 역
- 2013년~2014년 《글루미데이》 - 윤심덕 역
- 2013년 《빨래》 - 서나영 역
- 2013년 《궁 - 오사카》 - 채경 역
- 2014년 《풀 하우스》 - 한지은 역
- 2014년 《살리에르》 - 카트리나 역
- 2014년 《러브레터》 - 후지이 이츠키 / 와타나베 히로코 역
- 2015년~2017년 《사의 찬미》 - 윤심덕 역
- 2016년~2017년 《줄리 앤 폴》 - 줄리 역
- 2017년 《나와 나타샤와 흰 당나귀》 - 자야 역

### 연극
- 2015년 《두근두근 내 인생》 - 최미라 역
- 2020년 《렁스》 - 여자 역

### 예능
- 2022년 KBS2 《옥탑방의 문제아들》 - 208회 게스트
- 2023년 MBC 《라디오스타》 - 803회 게스트
- 2023년 SBS 《미운 우리 새끼》 -342회 게스트
- 2024년 tvN 《텐트 밖은 유럽 - 로맨틱 이탈리아 편》 - 고정출연
- 2025년 유튜브 《나영석의 와글와글》- 14회 게스트

## 수상 및 후보
| 연도 | 시상식                   | 부문                           | 작품                            | 결과 |
| ---- | ------------------------ | ------------------------------ | ------------------------------- | ---- |
| 2019 | SBS 연기대상             | 여자 신인연기상                | VIP                             | 후보 |
| 2021 | KBS 연기대상             | 드라마스페셜 TV 시네마상       | KBS 드라마 스페셜 - 보통의 재화 | 후보 |
| 2023 | KBS 연기대상             | 미니시리즈부문 여자 우수연기상 | 두뇌공조                        | 후보 |
| 2024 | 제3회 청룡 시리즈 어워즈 | 여우조연상                     | 무빙                            | 후보 |